# Superliga de Turquía 2011-12
La temporada 2011-12 (Spor Toto Süper Lig por razones de patrocinio) fue la 54.ª edición de la Superliga de Turquía, la máxima categoría del fútbol en Turquía. La temporada debió haber comenzado el 7 de agosto de 2011, pero debido al escándalo de arreglo de partidos en Turquía comenzó finalmente el 9 de septiembre. 
Para esta temporada se unieron el Mersin İdmanyurdu (campeón de la TFF), el Samsunspor (subcampeón de la TFF) y el Orduspor (ganador de la eliminatoria por el ascenso). Bucaspor, Kasımpaşa y el Konyaspor fueron los equipos descendidos la temporada anterior al ocupar los tres últimos lugares de la tabla.

## Equipos
| Equipo               | Ciudad     | Estadio                | Capacidad |
| -------------------- | ---------- | ---------------------- | --------- |
| Ankaragücü           | Ankara     | Ankara 19 Mayis        | 19.209    |
| Antalyaspor          | Antalya    | Mardan Sports Complex  | 7.428     |
| Beşiktaş             | Estambul   | Beşiktaş İnönü         | 32.086    |
| Bursaspor            | Bursa      | Bursa Atatürk          | 18.587    |
| Eskişehirspor        | Eskişehir  | Eskişehir Atatürk      | 13.520    |
| Fenerbahçe           | Estambul   | Şükrü Saracoğlu        | 50.509    |
| Galatasaray          | Estambul   | Türk Telekom Arena     | 52.652    |
| Gaziantepspor        | Gaziantep  | Gaziantep Kamil Ocak   | 16.981    |
| Gençlerbirliği       | Ankara     | Ankara 19 Mayis        | 19.209    |
| İstanbul B.B.        | Estambul   | Olímpico Atatürk       | 76.092    |
| Kardemir Karabükspor | Karabük    | Dr. Necmettin Şeyhoğlu | 7.593     |
| Kayserispor          | Kayseri    | Kadir Has              | 32.864    |
| Mersin İdmanyurdu    | Mersin     | Tevfik Sırrı Gür       | 10.128    |
| Orduspor             | Ordu       | 19 Eylül               | 11.024    |
| Samsunspor           | Samsun     | Samsun 19 Mayis        | 12.720    |
| Sivasspor            | Sivas      | Sivas 4 Eylül          | 14.998    |
| Trabzonspor          | Trebisonda | Hüseyin Avni Aker      | 24.169    |
| Vestel Manisaspor    | Manisa     | Manisa 19 Mayis        | 16.597    |

## Temporada regular
| Pos | Equipo               | Pts | PJ | PG | PE | PP | GF | GC | DG  |
| --- | -------------------- | --- | -- | -- | -- | -- | -- | -- | --- |
| 1º  | Galatasaray          | 77  | 34 | 23 | 8  | 3  | 69 | 24 | +45 |
| 2º  | Fenerbahçe           | 68  | 34 | 20 | 8  | 6  | 61 | 34 | +27 |
| 3º  | Trabzonspor          | 56  | 34 | 15 | 11 | 8  | 60 | 39 | +21 |
| 4º  | Beşiktaş             | 55  | 34 | 15 | 10 | 9  | 50 | 39 | +11 |
| 5º  | Eskişehirspor        | 50  | 34 | 14 | 8  | 12 | 42 | 41 | +1  |
| 6º  | İstanbul B.B.        | 50  | 34 | 14 | 8  | 12 | 48 | 49 | -1  |
| 7º  | Sivasspor            | 50  | 34 | 13 | 11 | 10 | 57 | 54 | +3  |
| 8º  | Bursaspor            | 49  | 34 | 13 | 10 | 11 | 44 | 35 | +9  |
| 9º  | Gençlerbirliği       | 49  | 34 | 13 | 10 | 11 | 49 | 48 | +1  |
| 10º | Gaziantepspor        | 48  | 34 | 13 | 9  | 12 | 39 | 33 | +6  |
| 11º | Kayserispor          | 44  | 34 | 13 | 5  | 16 | 42 | 39 | +3  |
| 12º | Kardemir Karabükspor | 44  | 34 | 13 | 5  | 16 | 44 | 56 | -12 |
| 13º | Mersin İdmanyurdu    | 42  | 34 | 12 | 6  | 16 | 34 | 45 | -11 |
| 14º | Orduspor             | 42  | 34 | 10 | 12 | 12 | 28 | 34 | -6  |
| 15º | Antalyaspor          | 39  | 34 | 10 | 9  | 15 | 32 | 42 | -10 |
| 16º | Samsunspor           | 36  | 34 | 9  | 9  | 16 | 36 | 47 | -11 |
| 17º | Vestel Manisaspor    | 32  | 34 | 8  | 8  | 18 | 31 | 52 | -21 |
| 18º | Ankaragücü           | 11  | 34 | 2  | 5  | 27 | 22 | 77 | -55 |

|  |                                                                         |
|  | Clasificados a la eliminatoria por el campeonato.                       |
|  | Clasificados a la eliminatoria por la clasificación a la Europa League. |
|  | Descienden a la TFF 1. Lig.                                             |

## Play-off por el campeonato
- Los equipos comienzan con la mitad de puntos obtenidos durante la temporada regular, si el número de puntos es impar, se hace un redondeo.

|   | Equipo      | PJ | PG | PE | PP | GF | GC | DG | PTS |
| - | ----------- | -- | -- | -- | -- | -- | -- | -- | --- |
| 1 | Galatasaray | 6  | 2  | 3  | 1  | 9  | 6  | +3 | 48  |
| 2 | Fenerbahçe  | 6  | 4  | 1  | 1  | 9  | 4  | +5 | 47  |
| 3 | Trabzonspor | 6  | 1  | 2  | 3  | 5  | 10 | -5 | 33  |
| 4 | Beşiktaş    | 6  | 1  | 2  | 3  | 5  | 8  | -3 | 33  |

### Leyenda
|  | Clasificado para la Fase de grupos de la Liga de Campeones de la UEFA 2012-13.           |
|  | Clasificado para la Tercera ronda previa de la Liga de Campeones de la UEFA 2012-13.     |
|  | Clasificado para la Cuarta ronda previa (play-off) de la Liga Europea de la UEFA 2012-13 |

|                                     |
| Campeón Galatasaray SK 18.vo título |

## Play-off de Europa League
- Los equipos comienzan con la mitad de puntos obtenidos durante la temporada regular, si el número de puntos es impar, se hace un redondeo.

|   | Equipo        | PJ | PG | PE | PP | GF | GC | DG | PTS |
| - | ------------- | -- | -- | -- | -- | -- | -- | -- | --- |
| 5 | Bursaspor     | 6  | 4  | 0  | 2  | 12 | 10 | +2 | 37  |
| 6 | Eskişehirspor | 6  | 3  | 2  | 1  | 12 | 7  | +5 | 36  |
| 7 | İstanbul B.B. | 6  | 2  | 1  | 3  | 11 | 14 | -3 | 32  |
| 8 | Sivasspor     | 6  | 1  | 1  | 4  | 9  | 13 | -4 | 29  |

### Leyenda
|  | Clasificado para la Tercera ronda previa de la Liga Europea de la UEFA 2012-13. |
|  | Clasificado para la Segunda ronda previa de la Liga Europea de la UEFA 2012-13. |

## Spor Toto Cup

### Grupo A
| Equipo               | PJ | PG | PE | PP | GF | GC | DG  | Pts |
| -------------------- | -- | -- | -- | -- | -- | -- | --- | --- |
| Orduspor             | 6  | 6  | 0  | 0  | 17 | 6  | +11 | 18  |
| Kardemir Karabükspor | 6  | 3  | 1  | 2  | 14 | 10 | +4  | 10  |
| Ankaragücü           | 6  | 1  | 1  | 4  | 4  | 13 | -9  | 4   |
| Samsunspor           | 6  | 0  | 2  | 4  | 4  | 10 | –6  | 2   |

### Grupo B
| Equipo         | PJ | PG | PE | PP | GF | GC | DG | Pts |
| -------------- | -- | -- | -- | -- | -- | -- | -- | --- |
| Gaziantepspor  | 6  | 4  | 0  | 2  | 15 | 9  | +6 | 12  |
| Gençlerbirliği | 6  | 3  | 0  | 3  | 9  | 10 | -1 | 9   |
| Antalyaspor    | 6  | 3  | 0  | 3  | 12 | 12 | 0  | 9   |
| Kayserispor    | 6  | 2  | 0  | 4  | 6  | 11 | –5 | 6   |

### Final
| Equipo 1 | Resultado | Equipo 2      |
| -------- | --------- | ------------- |
| Orduspor | 1-3       | Gaziantepspor |

## Goleadores
| Pos. | Jugador         | Club                    | Goles |
| ---- | --------------- | ----------------------- | ----- |
| 1    | Burak Yılmaz    | Trabzonspor             | 33    |
| 2    | Diomansy Kamara | Eskişehirspor           | 15    |
| 2    | Hervé Tum       | Gençlerbirliği          | 15    |
| 2    | Michael Eneramo | Sivasspor               | 15    |
| 2    | Pierre Webó     | İstanbul BB             | 15    |
| 6    | Alex            | Fenerbahçe              | 14    |
| 6    | Doka Madureira  | İstanbul BB             | 14    |
| 8    | Necati Ateş     | Antalyaspor/Galatasaray | 13    |
| 8    | Pablo Batalla   | Bursaspor               | 13    |
| 8    | Selçuk İnan     | Galatasaray             | 13    |